# Петро Могила
Петро́ Моги́ла  (рум. Petru Movilă; 21 (31) грудня 1596 — 1 (11) січня 1647) — український політичний, церковний і освітній діяч румунського походження. Митрополит Київський, Галицький і всієї Русі (1633—1647), екзарх Константинопольського патріарха. Архімандрит Києво-Печерського монастиря (з 1627). Представник молдавського боярського роду Могил. Народився у Сучаві, Молдова. Син молдавського господаря Симеона Могили.
Брав участь у політичному житті Речі Посполитої. Учасник Хотинської війни (1620—1621). Провів докорінну реформу православної церкви та освіти в Україні за католицькими, єзуїтськими взірцями. Батько руської (української) теології. Автор «Требника» (1646), співавтор катехізису «Православне сповідання віри» (1640). Помер у Києві, Річ Посполита. Похований в Успенському соборі Києво-Печерської лаври. Місцевий святий. Канонізований Українською православною церквою (Московський патріархат) та Українською православною церквою Київського патріархату (1996).

## Біографія

### Походження
Виходець з роду Могил — давнього молдовського боярського роду. Народився 31 грудня 1596 року в сім'ї валаського і молдовського господаря Симеона Могили та семигородської княжни Марґарет. 
Петро Могила народився в аристократичній румунській родині. За давньою легендою рід Могил започаткував римлянин Муцій Сцевола (вчитель Ціцерона), коли оселився в Молдові. Дід майбутнього митрополита був вищим урядовцем, батько — сучавським гетьманом, потім господарем Волощини і Молдови. Батьків брат Єремія займав кафедру молдовського митрополита — згодом цим шляхом пішов і Петро Могила, але спершу на нього чекала військова кар’єра.
1607 року внаслідок боротьби за владу батько хлопця загинув. Після смерті Симеона Могили та після захоплення в 1612 році Кантемиром Мурзою молдовсько-волоських володінь, княжна Марґарет разом з сином мусили покинути Молдову, переїхати на українські землі Речі Посполитої, де їх прийняли родичі — Стефан Потоцький, князі Самуїл Корецький та Михайло Вишневецький.

### Освіта

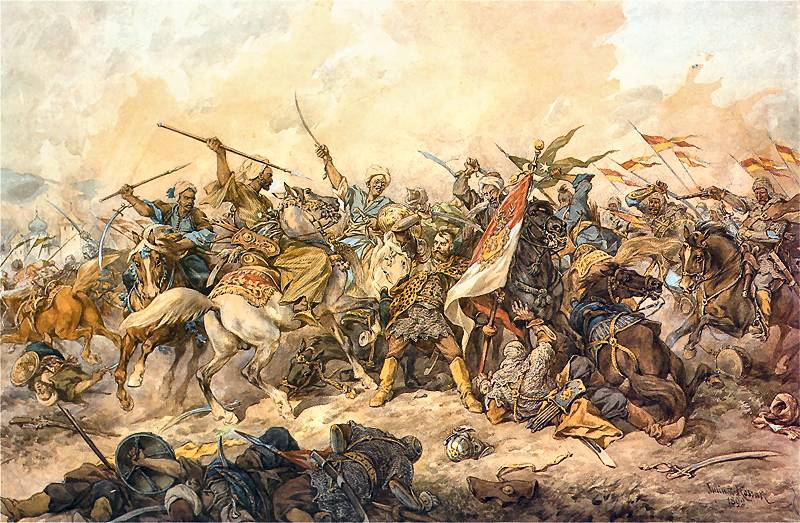
Молодий Петро Могила — учасник переможної Хотинської битви 1621 року проти мусульманських завойовників.

Початкову освіту Петро Могила здобув у Львівській братській школі, організованій 1586 року для захисту та збереження православної віри. Родина Могил сповідувала православ'я, мала тісні зв'язки з Львівським братством, постійно допомагаючи йому коштами та послугами у будівництві. Львів був неподалік від тодішніх молдовсько-волоських володінь; Львівське братство, відчуваючи потребу в коштах, часто зверталося до одновірних молдовських господарів з проханнями про матеріальну допомогу.
Подальшу освіту Петро Могила здобував у європейських університетах: спочатку в Замойській академії, згодом вчився у різних навчальних закладах Нідерландів, Парижа.
Петро Могила вільно володів українською, грецькою, латиною, польською, румунською, досить швидко опанував богословську науку, добре знав засади католицького богослов'я.
Після повернення до Речі Посполитої був одним з претендентів на молдовський трон. Його протектором був Станіслав Жолкевський. Пізніше пішов на військову службу, брав участь у Цецорській битві 1620 року та Хотинській битві 1621 року (в підрозділі Яна Кароля Ходкевича).

### Церковна кар'єра

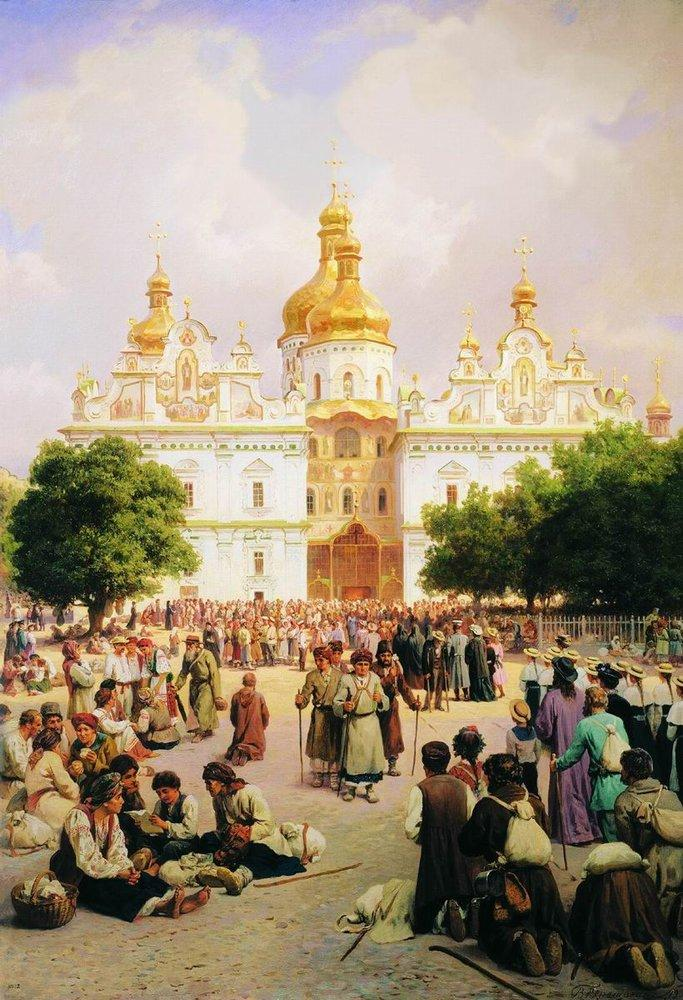
Свято-Успенський собор Києво-Печерського монастиря.

Мало відомо про період життя Петра Могили, починаючи від його участі в Хотинській битві та до посвяти у сан києво-печерського архімандрита. Петро Могила почав часто відвідувати Київ, брав активну участь у справах православної віри. Київський історик С. Голубєв вважає, що, окрім православного виховання цьому посприяли часті зустрічі Петра Могили з митрополитом Йовом Борецьким — наставником ще за часів навчання в Львівській братській школі. Спілкування з Йовом остаточно завершило формування поглядів Петра Могили, визначило напрям його подальшої життєвої діяльності.
Протягом 1622–27 років Петро Могила перебував на послуху в одному із скитів Києво-Печерської Лаври, розташованого на території сучасного села Михайлівка-Рубежівка під Києвом. У 1625 році він прийняв чернечий постриг у Києво-Печерському монастирі.
Після смерті 21 березня 1627 року архімандрита Печерської лаври Захарія Копистенського у грудні 1627 р. був посвячений на його посаду (отримав за підтримки київського воєводи Томаша Замойського 16 вересня 1627 р., затверджений королем Сиґізмундом III Вазою на посаді 29 листопада. У цей час йому виповнилося 30 років. У такому віці обрання на таку високу церковну посаду здійснювалося чи не вперше. Очевидно, цьому посприяла підтримка Борецького та інших впливових шляхетських сімей, які сповідували православну віру, попереднє іноцтво Петра Могили, особисте багатство (у Белзькому воєводстві: Великі Очі, Змійовиська, Вулька Могилівська, в Київському: Мухоїди, Опачиці, фільварок за Дніпром, званий Позняківщина, Рубежівка).
Микола Костомаров так оцінював перші кроки Петра Могили:
|  | Новий архімандрит зразу ж виявив свою діяльність на користь монастиря, завів нагляд над священнослужителями у селах лаврських маєтків, малограмотних наказав учити, а впертих і своєвільних піддавати покаранням: оновив церкву, не шкодував витрат на прикрашення печер, підпорядкував лаврі Пустинно-миколаївський монастир, заснував Голосіївську пустинь, побудував за свій рахунок при лаврі богадільню для жебраків і задумав завести при Печерському монастирі вищу школу. |

#### Видавнича діяльність
Докладав усіх зусиль, щоб за час його архімандритства Києво-Печерська друкарня посіла визначне місце як серед інших друкарень України та Білорусі, так і в суспільному житті загалом. За п'ять з половиною років його настоятельства з лаврської друкарні вийшло 15 назв видань; серед них були книги Петра Могили. 1628 року в Лаврі видрукували перекладені Петром Могилою з грецької «Агапита діакона главизни поучительни» і «Тріодь цвітная», в яких пояснювалися важливість і значення церковних гімнів.
1629 року на Київському помісному соборі схвалили до видання «Леітургіаріон» Петра Могили. Він являв собою служебник, якого виправив архімандрит за грецькими джерелами, з його власними догматичними й обрядовими роз'ясненнями літургії (одна з найвизначніших праць Петра Могили, протягом двохсот років не втрачала свого значення).
У власноручних записах Петра Могили зберігся ряд канонів, церковних піснеспівів, що частково увійшли до майбутніх лаврських видань: канон на причащання священників, канон на вихід душі, канон на створення світу і плач вигнаних з раю прародителів, канон покаянний, подячний духовний піснеспів на честь пресвятої Богородиці у зв'язку з чудовим позбавленням нею Києво-Печерської обителі від нашестя ляцького війська (1630 р.) та інші. Ці невеликі твори, написані церковно-слов'янською мовою, свідчать про неабиякий літературний хист Петра Могили.
Намагався запровадити за Києво-Печерською друкарнею виключне право друкування церковної богослужебної літератури. Тому був незадоволений намаганням Львівського єпископа Арсенія Желиборського видати у Львові «Служебник» та «Номоканон» у 1646 році, які той замовив Михайлу Сльозці.

### Дипломатична діяльність

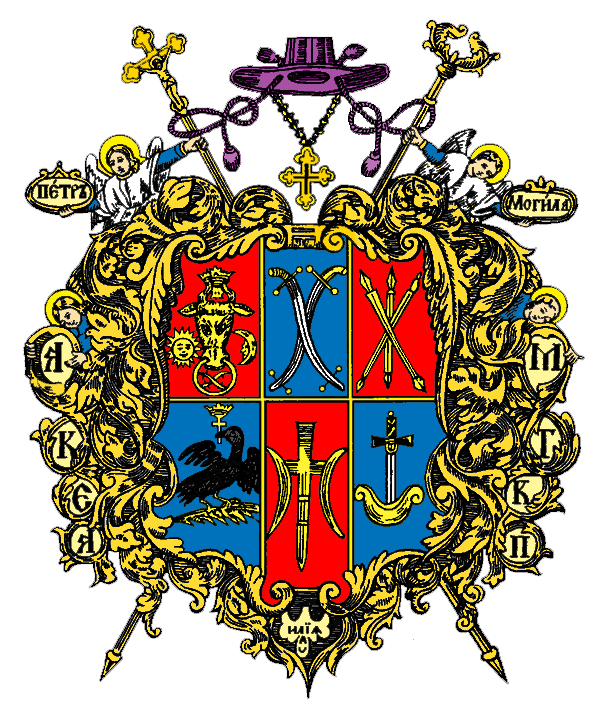
Герб Петра Могили з «Требника» 1646 року. У верхній лівій частині герба — герб Молдови, у лівій нижній частині — герб Валахії.

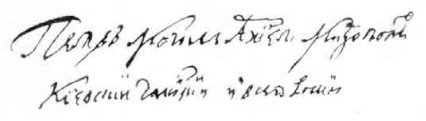
Власноручний підпис Петра Могили.

Життя і церковна служба Петра Могили припали на складний час в історії православної церкви в Україні. 1596 року була підписана Берестейська унія, в результаті якої більшість православних єпископів визнала верховенство Папи Римського, Київська православна митрополія з'єдналася з Римо-католицькою церквою. Ті православні ієрархи та священики, які не визнали унії, фактично опинилися поза законом. Вірні та більшість монастирів також виступили проти унії. Проте у здійсненні її положень була зацікавлена світська влада, тому утиски православних, які не хотіли визнавати зверхність Риму, стали звичним явищем. Петро Могила вважав надзвичайно важливою справою примирення усіх православних — тих, які визнали унію, і тих, які виступали проти неї. Однак його дії, спрямовані на примирення, викликали неоднозначні оцінки сучасників. Одні вважали Петра Могилу щирим поборником єдності православ'я, інші — рукою королівської влади, що силується обернути православних в уніатів, розірвати зв'язки зі східними патріархами та Москвою.
29 червня 1629 року в Києві був скликаний помісний собор, предметом обговорення якого мало стати питання примирення уніатів і православних. Позитивних наслідків собор не дав.
Не справдились надії Петра Могили на примирення церков на Львівському соборі. Найболючішого удару по його сподіваннях завдала смерть Іова Борецького. Звістку про смерть свого наставника Петро Могила отримав 16 січня 1631 року, повертаючись до Києва з освячення Ставропігійської церкви у Львові. Церкву збудовало Львівське братство з немалими пожертвами Петра Могили.
Невдачі всіх спроб з примирення церков породили розгубленість та безнадію серед православних обох течій — тих, хто визнавав унію або виступав проти неї. Як писав тоді ректор Київської братської школи Касіян Сакович:
|  | Ми — діти одного батька, сини однієї матері, нащо розриваємо згоду, нащо одні одних посилаємо до пекла, нащо одні одних виклинаємо! |

Після ознайомлення з духовним заповітом Іова Борецького Петро Могила вступив до Київського братства, став старшим братчиком, опікуном і фундатором братства, монастиря та школи; посада відкривала йому шлях до зайняття митрополичої кафедри. Митрополитом було наставлено Ісайю Копинського.

### Просвітницька діяльність

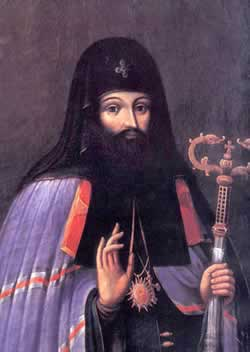
Петро Могила присвятив значну частину свого життя розвитку православного шкільництва та освіти в Україні

Перебуваючи на посаді архімандрита, згуртував довкола себе освічених людей. Восени 1631 року на території Києво-Печерської лаври відкрив першу школу. Викладання у Лаврській школі велося латиною, польською мовою, створювалася за зразком провідних шкіл того часу — єзуїтських колегій, всього навчалося понад 100 учнів. Петро Могила добре усвідомлював значення освіти в розвитку суспільства, прагнув заснувати в Києві школи, які відповідали б потребам часу, ні в чому не поступалися подібним європейським навчальним закладам. Задовго до відкриття школи, турбуючись про досвідчених викладачів, Петро Могила добирав здібних молодих людей, своїм коштом відправляв їх за кордон на навчання.
Шкільні справи не давалися Петру Могилі легко — спочатку печерсько-лаврські іноки виступили проти надання школі приміщень; вдалося владнати цю проблему, з початком навчання противники Петра Могили стали вбачати у лаврській школі конкурента Київській братській школі. Київське братство та козацтво підняли питання про об'єднання Київської братської школи та лаврської, їх підтримав новий митрополит Ісая Копинський. Петро Могила погодився об'єднати лаврську школу з братською, за умови, що буде охоронцем і опікуном об'єднаного закладу.
Лаврську школу, об'єднану в 1632 році з братською, згодом було перетворено на Києво-Могилянську колегію, яку було проголошено правонаступницею Київської Академії, заснованої Ярославом Мудрим. Автор «Історії Русів» з цього приводу писав, що гетьман Сагайдачний: «спорудив Братський Київський монастир на Подолі під розпорядженням того ж Наказного Гетьмана Петра Жицького, яко в архітектурі тямущого; надав тому монастиреві заможні села і поновив у ньому з допомогою Митрополита Київського Петра Могили стародавню Київську Академію, засновану з часів останнього хрещення Русі, але від нашестя на Русь Татар приховану по різних монастирях і пещерах».
Колегію організували за зразками єзуїтських навчальних закладів. Студенти вивчали тут три мови: грецьку, латинську і церковнослов'янську, студіювали богослов'я та світські науки. Серед випускників цієї колегії була чимало представників еліти тогочасної України і Білорусі.
На утримання колегії і монастиря Могила записав дві лаврські волості і подарував власне село Позняківку, крім того, надавав грошову допомогу як колегії, так і вчителям та учням. З огляду на швидке зростання кількості учнів в 1634 році відкрили філію колегії у Вінниці, яку пізніше перенесли до Гощі на Волинь (проіснувала до кінця 17 століття), 1636 року Петро Могила заснував колегію в Крем'янці. З іменем Петра Могили пов'язане розгортання православної системи вищої і середньої освіти в Україні, яка копіювала католицькі школи, намагаючись конкурувати з ними.
У квітні 1632 року помер король Сиґізмунд III Ваза. За польським звичаєм по смерті короля мав зібратися так званий конвокаційний сейм, на якому робили огляд діяльності попереднього короля, обговорювали різні думки й пропозиції щодо майбутнього королівства. Потім збирався елекційний сейм, на якому обирали нового короля.
У Прилуках скликали велику козацьку Раду, яка обрала на сейм делегацію. Петра Могилу делегували на сейм від імені митрополита Ісаї Копинського та всього православного духовенства. На сеймі він мав вимагати скасування всіляких актів, що забороняли православним будувати церкви, відкривати колегії, типографії, повернення єпархій, церковних маєтків.

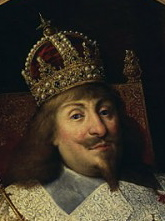
Владислав IV відновив Київську митрополію і повернув православним скасовані привілеї. Він підтримував Могилу у намаганнях посісти посаду митрополита в Києві

Польський королевич Владислав, щоб забезпечити собі більшість при голосуванні, склав спеціальний меморіал, у якому пропонував вирішити козацькі питання, віддати православним Київську митрополію, повернути всі її маєтки, монастирі й навіть львівське єпископство. 8 листопада 1632 року Владислава обрали королем; зваживши на ситуацію, задовольнивши прохання православного духовенства, видавши диплом, яким гарантував православним більші права і вигоди, ніж ті, що були зазначені в «Статтях для заспокоєння руського народу». Цим документом надавали повну свободу переходу як з православ'я в унію, так і з унії у православ'я. Київський митрополит мав, як і раніше, висвячуватися від Константинопольського патріарха. Православним митрополитам повернули Луцьку єпархію, запровадили нову у Мстиславі, забороняли чинити всілякі образи православним людям.
У Варшаві митрополитом обрали Петра Могилу.
12 березня 1633 року Владислав затвердив митрополитом Петра Могилу. Королівською грамотою Могилі віддали Києво-Софіївську церкву, зберегли за ним і Києво-Печерська архімандрію, доручили нагляд над Пустинно-Микільським монастирем. Невдовзі було отримане благословіння патріарха константинопольського (патріарх надавав новому митрополиту звання «екзарха святого константинопольського трону»).
У квітні 1633 року Петро Могила розіслав вірним православним грамоти, запрошуючи чільних представників громад прибути до Львова на його висвяту в чин митрополита. Місто це обрали не випадково, тут його добре знали і поважали. Після двомісячного перебування у Львові Петро Могила наприкінці червня вирушив до Києва. Проте Ісая Копинський не вважав обрання Могили законним, подав скаргу королю. Тяжба тривала не один рік. У лютому 1637 року Петро Могила запросив Ісайю в Луцьк, там у присутності численного духовенства примирився з ним. Ісайя знову виступив проти Петра Могили, заявивши, що той силою примусив його до примирення. До самої своєї смерті Ісая Копинський не давав спокою Петру Могилі.

### На посаді митрополита

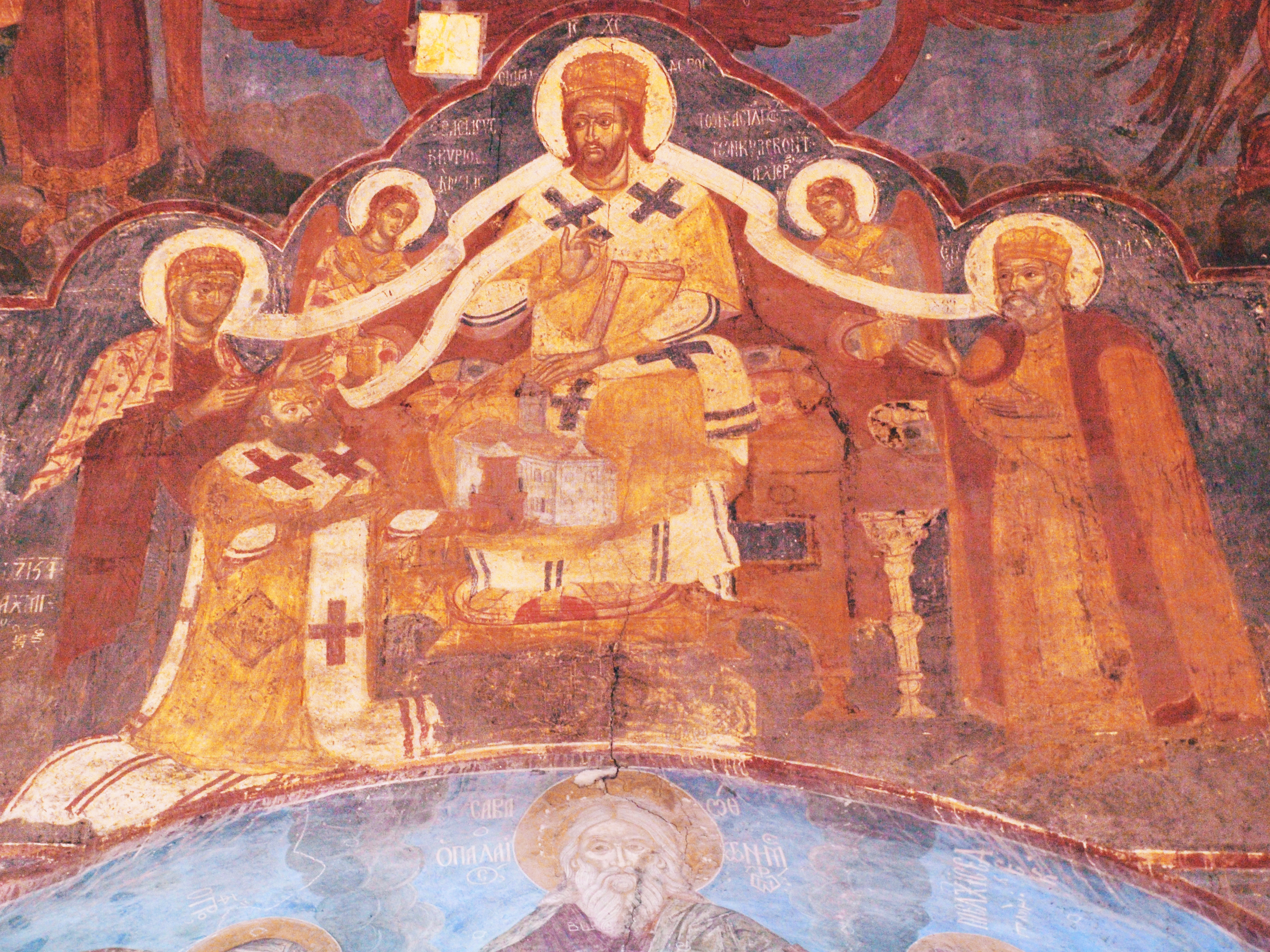
Петро Могила (зліва навколішках) з розпису в церкві Спаса на Берестові в Києві

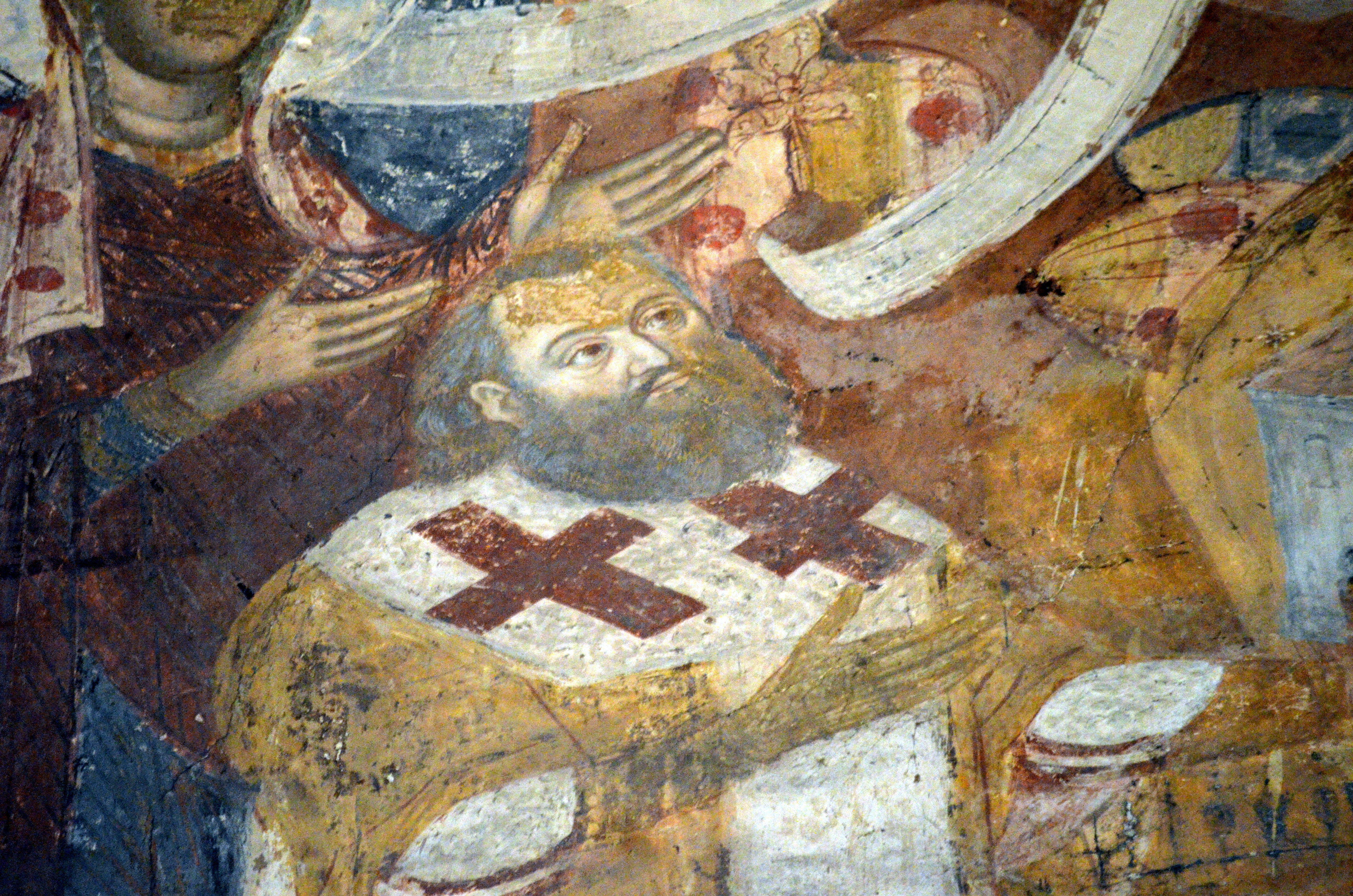
Петро Могила (фрагмент фрески в церкві Спаса на Берестові)

Після наставлення митрополитом Петро Могила з новою силою розгорнув подвижництво у церковній, освітній, будівничій галузях та книгодрукуванні. Уся його діяльність була спрямована на відновлення повнокровного життя Православної Церкви. Новий митрополит висунув перед пастирями суворі, але справедливі вимоги. Стосувалися вони передовсім обов'язкової загальної і богословської освіти, ретельного дотримання канонічних правил. У своїх грамотах, посланнях Петро Могила щораз концентрував увагу священнослужителів на необхідність своїм життям і діяльністю служити прикладом для мирян, виконуючи заповіді Божі, невтомно піклуватися про паству, сумлінно оберігаючи свою гідність від найменших проступків.
У відомство православного митрополита Могили перейшли Софійський кафедральний собор у Києві та приписані до нього храми, Видубицький, Михайлівський, Пустинно-Микільський монастир та інші монастирі та храми. У 1634 році розпочалося відновлення Софійського собору, яке тривало впродовж десяти років. Митрополит наказав також розчистити з-під нашарувань землі залишки Десятинної церкви, під руїнами якої віднайшли мощі святого рівноапостольного великого князя Володимира. Петро Могила своїм коштом відновив стару Церкву Спаса на Берестові. Реставраційні роботи здійснив італійський архітектор Октавіано Манчіні. Для розпису храму запросили художників з Криту. Вони відновили також Трьохсвятительську і Михайлівську церкви Видубицького монастиря.
Важливою частиною активності митрополита Могили було впорядкування богослужбової практики і видавнича діяльність. Релігійні суперечки і контроверсії XVII століття вимагали чіткого і сучасного викладу основ православної віри. З цією метою у 1640 році Петро Могила скликав у Києві собор (8—18 вересня), на який запросив духовних і світських осіб, в основному членів братств. Наслідком цього собору стало затвердження й нове видання «Требника» (1646 р.). До церковної історії він увійшов як «Требник Петра Могили» і довгий час служив православному духовенству всієї України, а згодом і Російської імперії. У Требнику були викладені не лише молитви і обряди, до нього були додані пояснення й настанови, як у тому чи іншому випадку слід себе вести та чинити, а також догматичні й обрядові пояснення літургії, які написав один з учнів Могили Тарасій Земка.[джерело?] Під керівництвом Петра Могили здійснили перегляд та видання інших богослужбових книг. Одна з найвідоміших — це «Служебник» (1629, 1639). На церковному соборі 1642 року в Яссах, у присутності представників Руської, Грецької та Молдовської Церков розглянули, виправили і схвалили подане українськими богословами «Православне сповідування віри».
За настановами Петра Могили старозавітні тексти викладалися церковнослов'янською мовою; проповіді, повчання, вірші й панегірики — українською; наукові праці — слов'янськими (церковнослов'янською, українською, польською). Ці принципи мовної політики Петро Могила реалізував як у видавничій діяльності (під його керівництвом у Києво-Печерській друкарні вперше здійснено ряд латиномовних і слав'яномовних видань), так і в організації слав'яно-греко-латинських шкіл, Києво-Могилянської колегії.
Під керівництвом Могили склали перший православний катехізис — «Православне сповідання віри». Для його затвердження у 1643 році в Яссах скликали загально-православний синод. Але оскільки з розглядом цього документу справа зволікалася, Могила видрукував короткий катехізис. Повний катехізис було видано вже після смерті Петра Могили в Європі грецькою, латинською та польською мовами. 1696 року його передрукували в Москві, коли він уже заслужив повагу всіх православних богословів західного світу. Довгий час катехізис Петра Могили виконував роль найповнішого викладу православної віри.

### Смерть

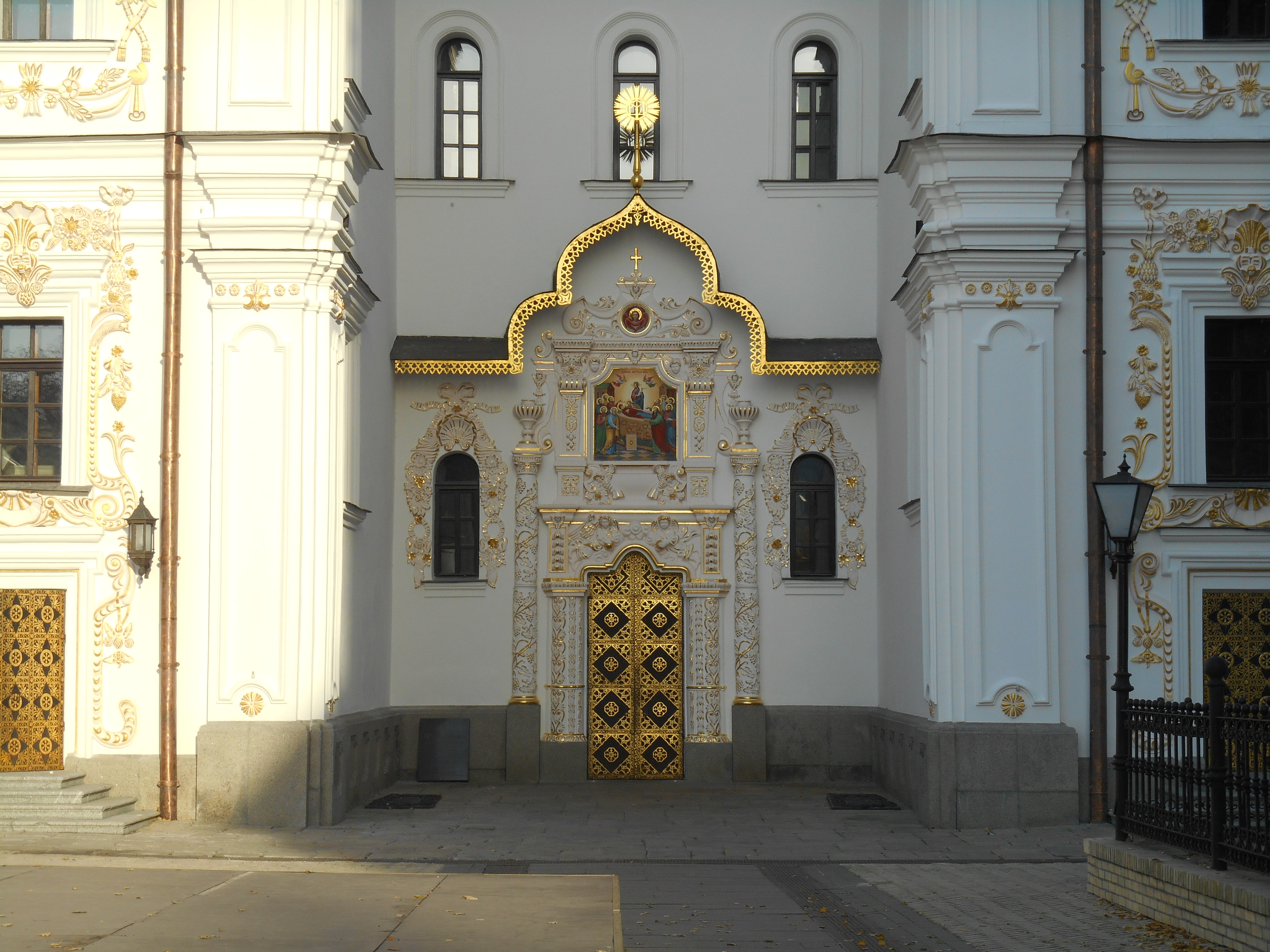
Гранітна плита на могилі Петра Могили — зліва від головного входу в Успенський собор.

Помер Петро Могила 1 (11 січня) 1647 року, коли йому виповнилося лише п'ятдесят. На посаді митрополита він прослужив всього чотирнадцять років. 3 (19) березня 1647 року тіло покійного, згідно з його волею, було перенесено й покладено у Великій церкві Києво-Печерської лаври. У 1996 році Петро Могила був першим, кого канонізували у святі Українські Православні Церкви усіх конфесій. Взагалі Петро Могила був канонізований усіма 15-ма автокефальними Церквами Вселенської Церкви (лише Російська Православна Церква канонізувала його як місцевошанованого святого, тобто святого, якого шанують лише на певній території).
Петро Могила похований зліва біля головного ходу в Успенський соборі Києво-Печерської лаври. Сама могила не облаштована належним християнським чином після реставрації собору. На місці поховання встановлена чорна гранітна плита з відповідним написом про смерть відомого митрополита-архимандрита Києво-Печерської лаври. Наразі існує нагальна духовно-етична потреба у гідному облаштуванні місця поховання видатного релігійного та громадського діяча-просвітителя України.
За кілька днів до смерті Петро Могила склав духовний заповіт, оголошуючи Києво-Братську колегію першою спадкоємицею свого майна. Їй він заповів 81 тисячу злотих, усе своє нерухоме майно, коштовності та бібліотеку. На той час Петро Могила мав одну з найбільших бібліотек. У ній були твори Сенеки, Горація, Цезаря, Цицерона, Макіавеллі, трактати Авіценни тощо. Поряд з богословською літературою сусідували польські хроніки, руські літописи, документальні збірники, хронографи. До його бібліотеки також ввійшли книги, які свого часу заповів Могилі Іова Борецький.

## Праці

### Власні праці

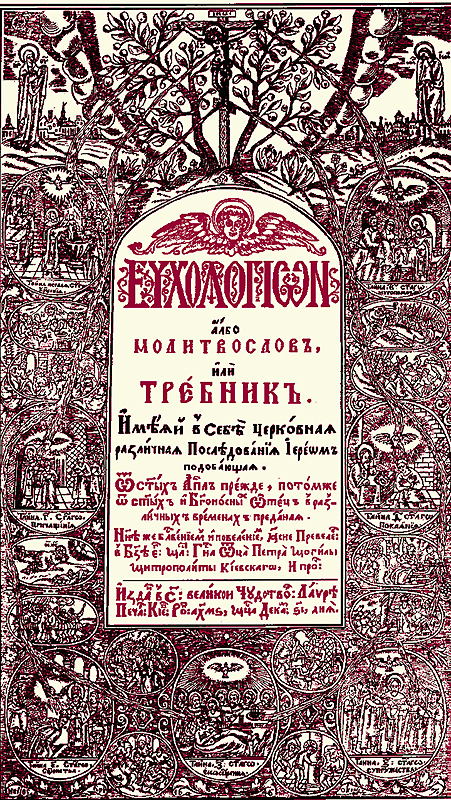
Титульна сторінка «Требника» Петра Могили (1646).

Петро Могила залишив майже 20 творів церковно-теологічного, полемічного, просвітницького, філософського та моралізаторського характеру. Він автор та укладач книг «Євангеліє учительноє» (1616), «Анфологіон» (1636), «Евхологіон» (1646) тощо.
- Книга души, нарыцаемое злото… — К., 1623. — ВР ЛНБ
- Любомудрѣйшаго киръ Агапита діакона, блаженнѣйшему і благочестивѣйшему царю Іоустиніану… главизны, поучителны, по краегранію еллински изложены, словенски же пръвое напечатаны.  — K., 1628 (переклад М.)
- Λειτνργιαριων… си ест служебник от литургій Св. Васіліа, Іоанна Златоустаго и преждесвященных служеній іереиских и диаконских повседневных нощных же и дневных в себѣ съдръжимых реченный. Благословеніем и исправленіем преподобнѣйшаго господина и отца киръ Петра Могилы. — K., 1629
- Передмова // Номоканон си ест законоправилник, имея по сокращенію правила святых апостол седми соборов и помѣстных нѣкіих. K сему и вселенских учителей и прєподобных отец, третіе c болшим исправленіем изданный. — К., 1629
- Антологіа, сирѣч молитвы и поученія душеполезная. В душевную ползу спудеов и всѣх благочестивых любомолитвеник. Вкратцѣ собраная и благочиннѣ расположеная тщаніем… Петра Могилы. — К., 1636
- Євангеліє учителноє (з благословения Петра Могилы). — К., 1637
- Λιτθος albo kamen z procy prawdy cerkwie świątey prawosławney ruskiej na skruszenie faecznociemnej Perspektiwy albo raczey pazkwilu od Kassiana Sakowieza… roku 1642 w Krakowie wydanego, wypuszczony przez pokornego ojca Euzebia Pimina.  — K., 1644
- «Православне сповідання віри» (1640)
- «Требник Петра Могили» (1646)

### Укладач
У 1637 році за сприяння Петра Могили для православних попів було передруковано переклад «Учительне євангеліє» Каліста староукраїнською мовою (вперше переклад староукраїнською стався в Єв'ї під Вільною у 1616 році).

## Увічнення пам'яті
- Києво-Могилянська академія
- Пам'ятник Петру Могилі на території Києво-Печерської Лаври
- Пам'ятник Петру Могилі в селі Михайлівка-Рубежівка
- Пам'ятник Петру Могилі на території МАУП
- Вулиці, названі на честь Петра Могили в різних населених пунктах України
- У Києві нинішня вулиця О. Копиленка в Печерському районі, прокладена на місці, де в XVII столітті була садиба Петра Могили, мала в 1869—1960 роках назву Петро-Могилянська (варіанти: Петро-Могилинська, Петра Могили)
- Нагрудний знак «Петро Могила»
- Церква на честь святителя Петра Могили в Херсоні

## Світлини

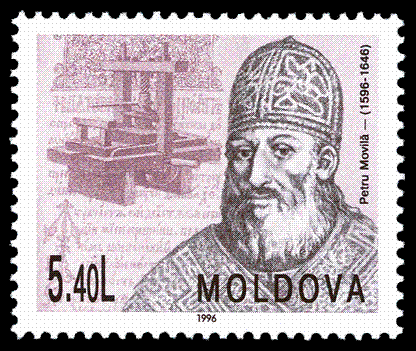
Поштова марка Молдови (1996 рік)
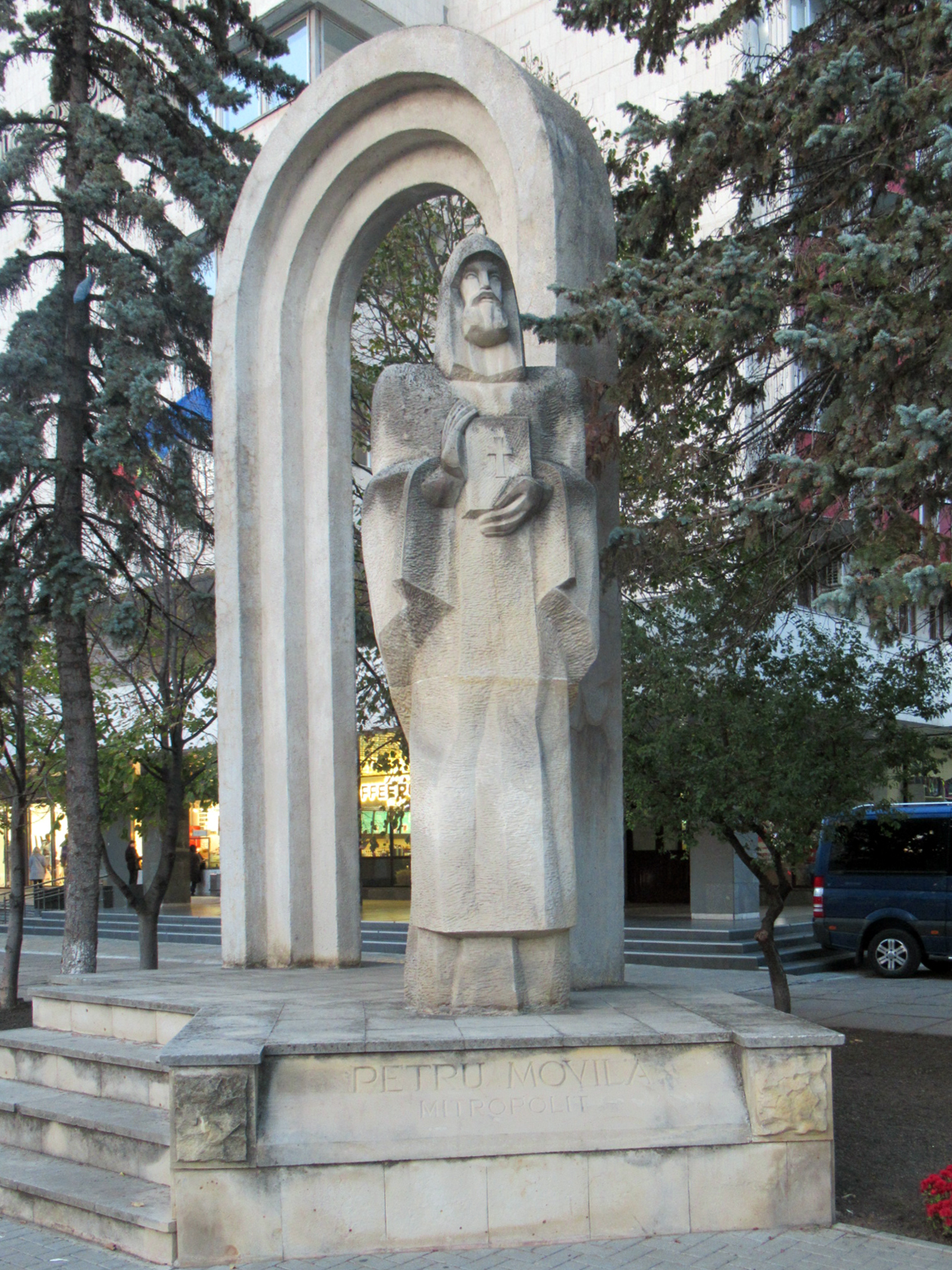
пам'ятник в Кишиневі, скульптори Г. і Б. Дубровіни, 1996
Пам'ятник на території Києво-Печерської Лаври, 2008
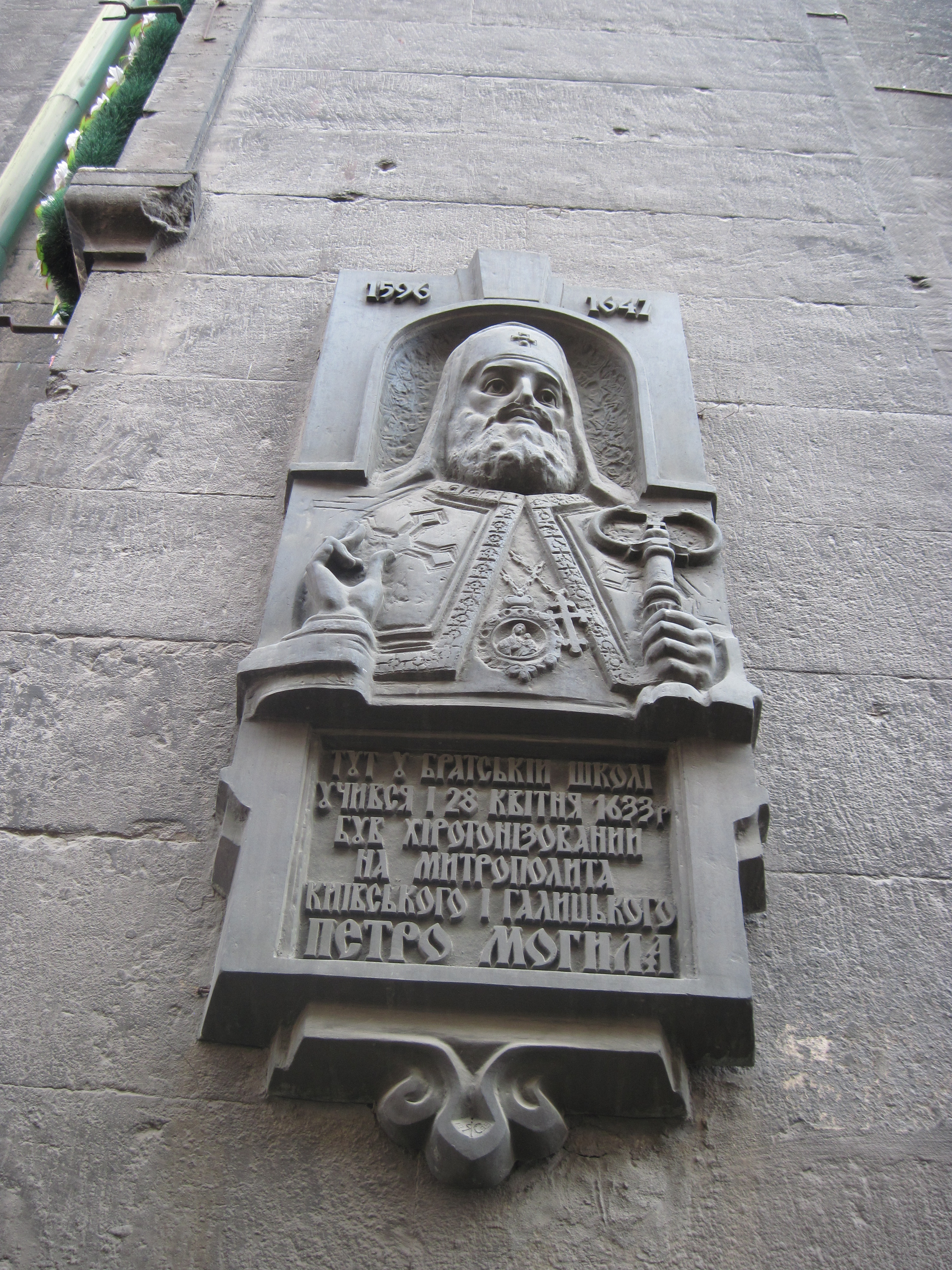
Меморіальна таблиця на вул. Руській у Львові
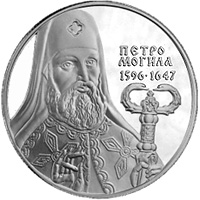
Срібна ювілейна монета присвячена 400-річчю від дня народження П.Могили
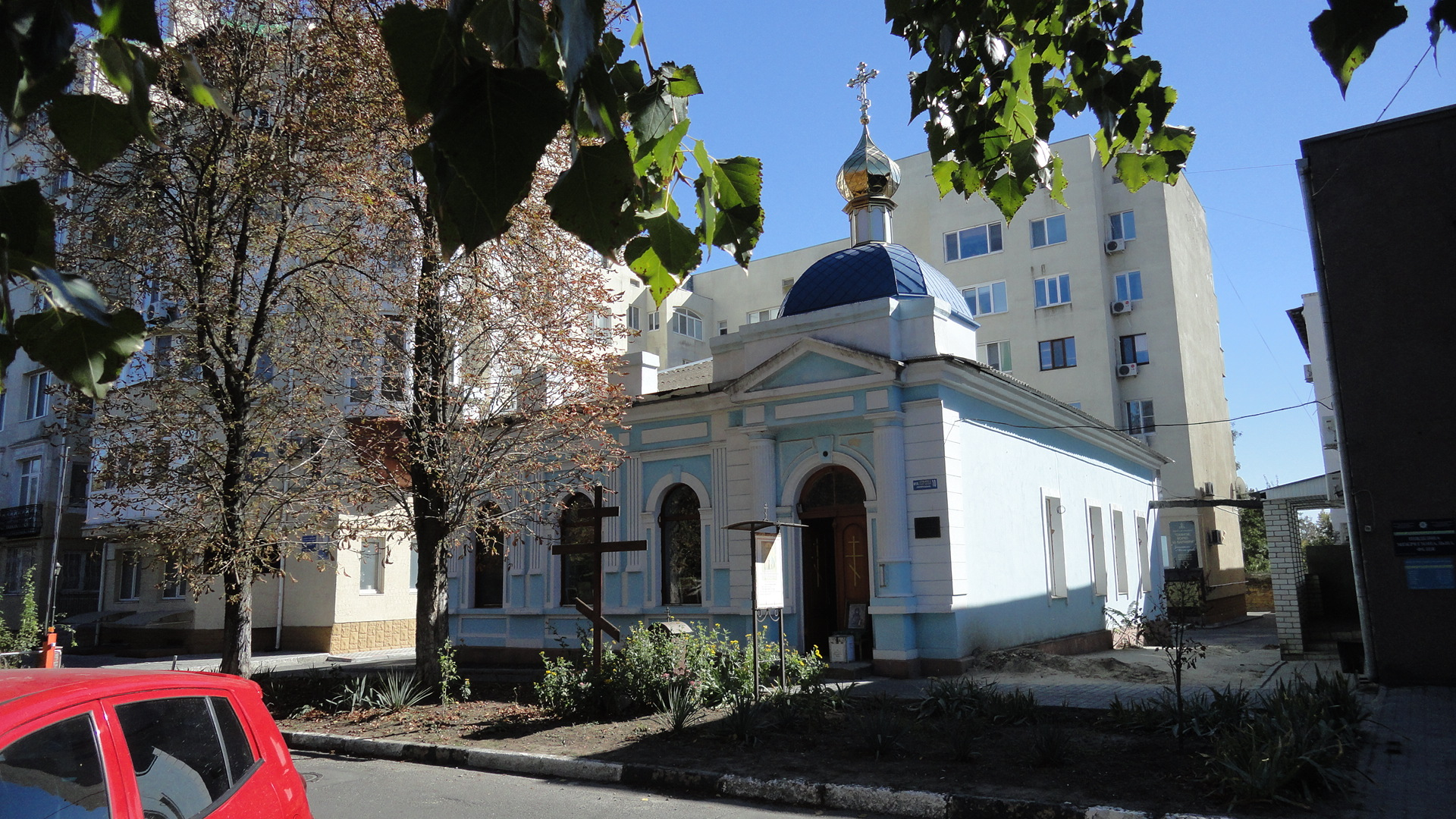
Церква святителя Петра Могили (Херсон)

## Вшанування
Ще за життя митрополита Петра Могили, а також невдовзі після його смерті були створені панегірики та промови на його честь, які звеличували особу та оспівували діяння ієрарха. З XVII ст. відомо 12 різнопланових текстів староукраїнською, старопольською та латинською мовами. Серед їхніх авторів — друкарі лаврської типографії, викладачі та студенти Києво-Могилянської колегії, а також такі відомі письменники та діячі як протосинкел Памва Беринда, ієромонах Тарасій Земка, ієромонах Софроній Почаський, монах Йосиф Калимон, єпископ Феодосій Василевич-Баєвський, архієпископ Лазар Баранович та ігумен Антоній Радивиловський. У їхніх творах для уславлення митрополита використовуються епітети й порівняння, які охоплюють символічне тлумачення фігур родового герба Могил, аналогії з сонцем та іншими явищами природознавства, персонажів античної міфології, різноманітні асоціації з іменем та біблійні образи й сюжети. Ці твори вказуть на особливе ставлення до митрополита в середовищі українських церковних й культурних діячів XVII ст.

## Канонізація
6 грудня 1996 року Священний Синод Української Православної Церкви Московського Патріархату канонізував Петра Могилу як місцевошанованого святого.
12 грудня 1996 року освячений архиєрейський собор Київського Патріархату канонізував Петра Могилу як Святителя.
|                                       | Освячений архієрейський собор Української, Православної Церкви Київського Патріархату після старанного дослідження життя і святительського служіння Київського Митрополита Петра Могили, ревності по Богу і благодаті Святого Духу сповненого, знаходить нині, в рік його 400-ліття від дня народження, вчасним канонізувати і приєднати до лику святих великого Київського Митрополита. Святитель Петро Могила є окрасою Церкви Христової, ревнителем православія, подвижником благочестя і взірцем архіпастирського служіння. Своєю освіченістю і трудами на благо освіти в Україні Святитель Петро Могила перевершував усіх сучасних йому ієрархів не тільки в Українській і Руській Церквах, але й в усій Східній Церкві |
| — Архиєрейський собор УПЦ КП 1996 р., | |

8 грудня 2005 року ім'я свт. Петра внесено в календар з благословення Святійшого Патріарха Алексія II і піднесено його до загальношанованих святих.
Згідно з рішенням Священного Синоду Української Православної Церкви від 1 квітня 2015 року (журнал № 15), ім'я митрополита Петра внесено до списку Собору Вінницьких святих.